# Резвый, Николай Сергеевич
Никола́й Серге́евич Ре́звый (1884 — после 1917) — русский архитектор.
Окончил институт Гражданских инженеров в 1911.

## Проекты
- Кронверкская улица, д.№ 12  памятник архитектуры (вновь выявленный объект)[1] — доходный дом. 1912.
- Малый проспект Васильевского острова, д.№ 13 / 5-я линия В. О., д.№ 64  памятник архитектуры (вновь выявленный объект)[1] — доходный дом В. Т. Тимофеева. 1912.
- Лисичанская улица, д.№ 6 / Вазаский переулок, д.№ 6 — доходный дом. 1912—1913. Начат техником Владимиром Алексеевичем Теремовским.
- Саблинская улица, д.№ 7, правая часть / улица Кропоткина, д.№ 22 — доходный дом. 1912—1913. Совместно с Л. М. Яругским.
- Боровая улица, д.№ 48 — доходный дом. Перестройка. 1913.
- Малый проспект Петроградской стороны, д.№ 1б  памятник архитектуры (вновь выявленный объект)[1] — доходный дом Н. С. Занина. 1916—1917. Совместно с Л. М. Яругским.
- Малая Посадская улица, д.№ 25 / улица Чапаева, д.№ 4 — доходный дом В. Т. Тимофеева. 1911.